# Symploce stellatus
Symploce stellatus es una especie de cucaracha del género Symploce, familia Ectobiidae.

## Distribución
Esta especie se encuentra en China.